# O-Ren Ishii
O-Ren Ishii (オーレン 石井 Ōren Ishii) is een personage uit de film Kill Bill. Ze werd gespeeld door actrice Lucy Liu.
Ishii is van Amerikaanse, Chinese en Japanse afkomst. Ze wilde een moordmachine worden voor wraak sinds ze haar ouders vermoord zag worden door een baas van de Yakuza, Boss Matsumoto. Ze wist dat hij een pedofiel was, en daarom deed ze alsof ze een kinderprostituee was, om wraak te kunnen nemen. Uiteindelijk vermoordde ze hem. Ze was toen pas elf jaar.
Ze groeide op en werd een beroemde huurmoordenares toen ze twintig jaar oud was. Ze zat in The Deadly Viper Assassination Squad en werkte voor Bill. Een van haar laatste aanvallen in deze Squad, was de aanslag op Beatrix Kiddo.
Een jaar later werd ze de baas van de Tokyo Yakuza. Ze had veel bodyguards, waaronder de Crazy 88 en Gogo Yubari. Haar advocaat was haar beste vriendin, Sofie Fatale.
Ze werd vermoord door Beatrix, die haar wraak wilde. Daarvoor zag ze hoe zij persoonlijk de Crazy 88 en Gogo vermoordde.